# Superflat
Superflat je postmodernistički umjetnički pokret koji je osnovao umjetnik Takashi Murakami, a pod utjecajem je mange i animea. Isto se zove i umjetnička izložba iz 2001. godine koju je postavio Murakami u West Hollywoodu, Minneapolisu i Seattleu.

## Opis
Murakami koristi "superflat" da označi razne spljoštene forme u japanskoj grafičkoj umjetnosti, animaciji, pop-kulturi i lijepim umjetnostima, no isto tako i "plitku ispraznost japanske potrošačke kulture." Ovaj samoproglašeni umjetnički pokret bio je uspješan komad tržišne niše, brendirani umjetnički fenomen dizajniran za zapadnjačke publike. Superflat su prihvatili američki umjetnici, koji su stvorili hibrid zvan “SoFlo Superflat”.
Umjetnici čiji se rad ocjenjuje kao "superflat" jesu Chiho Aoshima, Mahomi Kunikata, Sayuri Michima, Yoshitomo Nara, Aya Takano i Takashi Murakami. Osim navedenih umjetnika, neki animatori u animeima i neki umjetnici mangâ izlagali su ili izlažu svoj rad na izložbama superflata, naročito Koji Morimoto, a takav je i rad Hitoshija Tomizawe, autora Alien 9 i Milk Closet. No to ih nužno ne opisuje kao "umjetnike superflata", već se može shvatiti kao suradnja između dvaju različitih entiteta.
Murakami definira superflat u širokim pojmovima, pa je predmetna stvar vrlo raznolika. Radovi često istražuju konzumerizam i seksualni fetišizam koji prevladava u poslijeratnoj japanskoj kulturi. To često uključuje lolikonsku umjetnost, koju parodiraju radovi poput onih Henmarua Machina. Ovi su radovi istraživanje seksualnosti otakua kroz groteskne i/ili izobličene slike. Ostali su radovi više zaokupljeni strahom od odrastanja. Na primjer, rad Yoshimota Nare često prikazuje zaigrane grafite na starim japanskim ukiyo-eima izvedenima na dječji način. A neki se radovi fokusiraju na strukturu i podležeće želje koje obuhvaćaju otaku i sveukupnu poslijeratnu japansku kulturu.
Murakami je pod utjecajem redatelja kao što je Hideaki Anno.

## Vanjske poveznice
- Kaikai Kiki Co., Ltd. službeno mrežno mjesto Takashija Murakamija s prikazom umjetnika superflata, pristupljeno 7. srpnja 2014.
- Superflat Japanese postmodernity by Hiroki Azuma[neaktivna poveznica] - na blog.emilkerie.com, pristupljeno 7. srpnja 2014.
- Plumbing the Depths of Superflatness, pristupljeno 7. srpnja 2014.
- Inspired works from Superflat  Arhivirana inačica izvorne stranice od 23. listopada 2009. (Wayback Machine), pristupljeno 7. srpnja 2014.
- Overthinking Superflat, pristupljeno 7. srpnja 2014.